# ارل اسلیک
ارل اسلیک (انگلیسی: Earl Slick؛ زادهٔ ۱ اکتبر ۱۹۵۲) موسیقی‌دان آمریکایی است. او گیتاریستی است که برای همکاری با دیوید بویی، جان لنون، یوکو اونو و رابرت اسمیث شناخته شده‌است. او در تهیهٔ آلبوم روز بعد بویی مشارکت داشت.